# Philipp Röth
Ne doit pas être confondu avec l'écrivain américain Philip Roth.
Pour les articles homonymes, voir Roth.
Philipp Röth (né le 18 mars 1841 à Darmstadt, mort le 20 mai 1921 à Munich) est un peintre allemand.

## Biographie
Röth commence ses études à Darmstadt en 1855 auprès d'August Lucas et Karl Ludwig Seeger. De 1859 à 1860, Röth suit le cours de peinture de Johann Wilhelm Schirmer à l'Académie des beaux-arts de Karlsruhe et en 1862 de nouveau à Darmstadt avec le peintre de la cour grand-ducal de Hesse Paul Weber, qui deviendra plus tard également son beau-père. Röth épouse Pauline Weber, sa fille, avec qui il a des filles Paula et Vicki.
À Düsseldorf, où il travaille comme artiste indépendant entre 1864 et 1870, il absorbe les influences de l'école de peinture de Düsseldorf et vit dans la maison du jardinier de la cour, Jägerhofstraße 1. Il s'installe en dernier à Munich et vit et travaille à Haimhausen (de) et Dachau (de), à cette époque un centre de la peinture en plein air.

## Œuvre

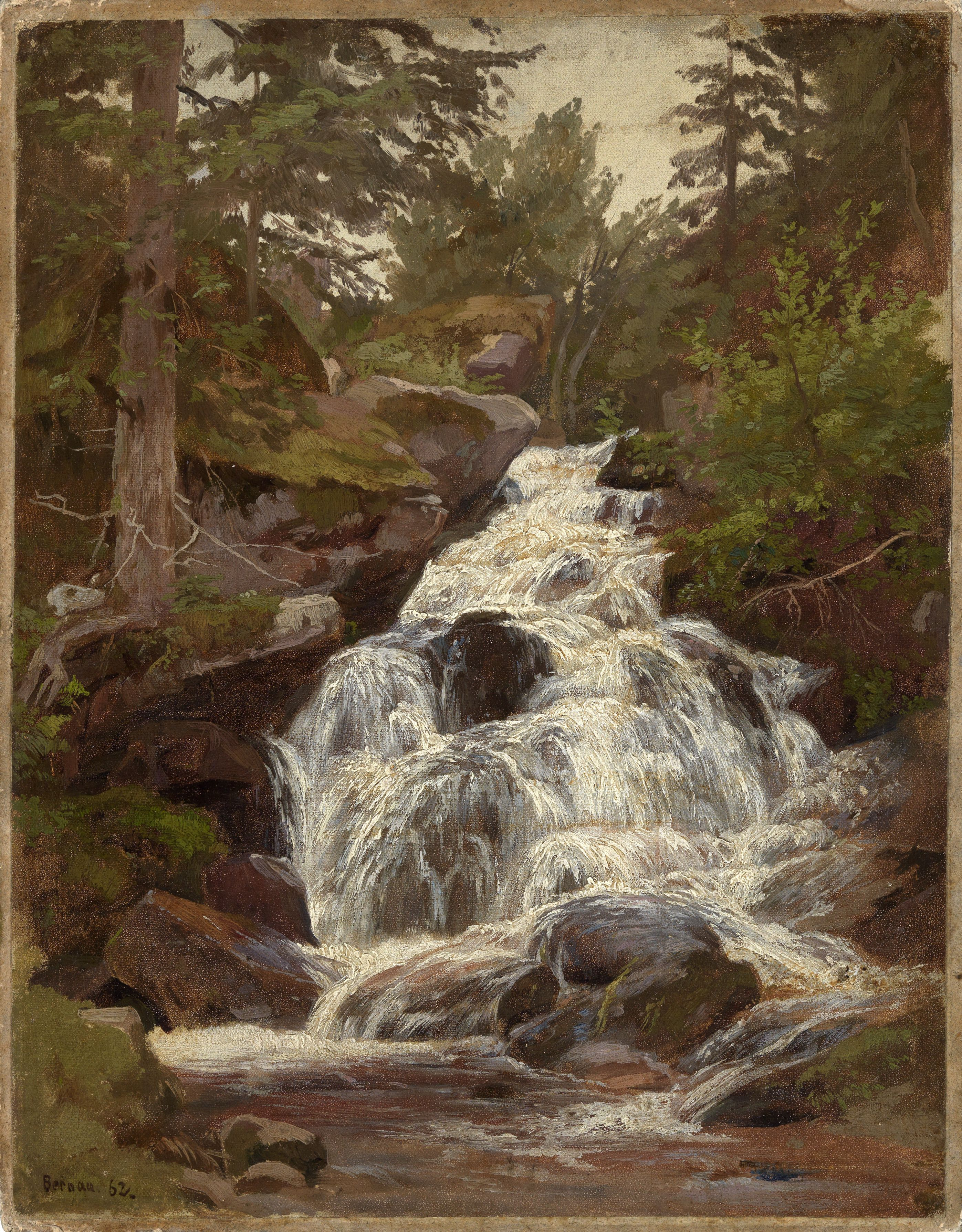
Cascade à Bernau, 1862.

Röth est considéré comme l'un des représentants les plus importants du paysage intime en Allemagne. Ses représentations de la nature montrent un fort intérêt pour la représentation des humeurs saisonnières, quotidiennes et liées au temps. Dans ses derniers œuvres, Röth se tourne vers l'impressionnisme.
Dans l'actuel quartier de Nederling à Munich, une plaque sur un tilleul de plus de 300 ans commémore le peintre et l'un de ses motifs préférés. Il est connu aujourd'hui sous le nom de Röth-Linde. Philipp Röth s'asseyait souvent en-dessous.